# 向井幹博
向井 幹博（むかい みきひろ、1962年4月22日 - ）は長崎県出身の日本の柔道家。現役時代は60kg級の選手。段位は七段を取得。身長170cm。のちに講道館道場指導部課長に。

## 経歴
長崎県立長崎南高等学校から筑波大学を経て、筑波大学大学院へ進んだ。大学時代にはフランスのストラスブルクで開催された世界学生の60kg級で3位、団体戦で2位となった。さらにはこの当時、全日本学生柔道連盟と対立関係にあった全日本柔道連盟側の全日本大学柔道連盟が新たに設けた第一回の全日本大学柔道体重別選手権大会において優勝を飾った。ブルガリア国際でも優勝した。1986年には佐世保南高校の教員として、モスクワで開催されたCNN創業者のテッド・ターナー考案による第一回のグッドウィル・ゲームズに出場すると、決勝で地元ソ連の選手を破って優勝を飾った。
引退後は全日本柔道連盟の強化委員や全日本ジュニア代表チームのコーチなどを務めた。その一方で、1994年からは講道館少年部の指導に携わることになった。当初、少年部では基本の習得に重点を置いて、対外試合は行わないことを基本方針としてきたが、その後の関係者によるアンケート調査の結果などを踏まえて、｢春日柔道クラブ｣という名の下で対外試合にも参加することを決定した。但し、勝利至上主義に陥らないような配慮が求められることともなった。そんななかにあって、2012年には全国少年柔道大会で優勝を果たした。なお、これまでに2016年のリオデジャネイロオリンピック90kg級で優勝したベイカー茉秋をはじめ、2021年に開催された東京オリンピック100kg級で優勝したウルフ・アロン、朝比奈沙羅などの指導にあたってきた。

## 主な戦績
- 1984年 - 世界学生 個人戦 3位 団体戦 2位
- 1985年 - 全日本大学体重別選手権大会 優勝
- 1986年 - ブルガリア国際 優勝
- 1986年 - グッドウィル・ゲームズ 優勝

(出典、JudoInside.com)。

## 書籍・DVD
- [新・学校柔道～安全確保の指導法～] ユニバース
- [ジュニアのための考える柔道 一本をとるヒント] 新星出版社 2008年 ISBN 4885746639
- [役に立つ少年柔道指導法] 日本武道館 2012年 ISBN 9784583105154